# L'inseguito
L'inseguito (Slither) è un film del 1973 diretto da Howard Zieff, con protagonisti James Caan, Peter Boyle e Sally Kellerman.

## Trama
Dick Kanipsia, un ladro d'auto, va a trovare un vecchio amico Harry Moss, ma, arrivato in casa sua, lo trova ferito mortalmente. Le sue ultime parole, sono per Dick, in cui gli dice di trovare Barry Fenaka, un uomo che presumibilmente sa dove trovare trecentomila dollari rubati, che lui stesso ha nascosto, e menziona i nomi Vincent Palmer a Fenaka. A Dick si uniscono Kitty e Barry, che a bordo di una roulotte cercano il tesoro finché si imbattono in Vincent, gravemente ferito e senza il denaro.